# میتونگا
میتونگا (نام علمی: Mythunga) نام یک سرده از راسته خزندگان بال‌دار است.